# North Pond Wildlife Trail
Le North Pond Wildlife Trail est un sentier de randonnée américain dans le comté de Dare, en Caroline du Nord. Entièrement protégé au sein du refuge faunique national de Pea Island, il longe le sud du North Pond sur près d'un kilomètre à partir d'un office de tourisme de l'United States Fish and Wildlife Service. Il dessert plusieurs points de vue panoramiques.